# Ningqiang (meteoryt)
Ningqiang – meteoryt kamienny należący do chondrytów węglistych z grupy CV3, którego spadek zaobserwowano 25 czerwca 1983 w chińskiej prowincji Shaanxi o godzinie 19.00. Po usłyszeniu detonacji w czasie upadku zebrano cztery fragmenty materii meteorytowej o łącznej masie 4,61 kg.